# Nouvelle ville (Bratislava)
```

```

Nové Mesto (allemand : Neustadt, hongrois : Újváros) est un quartier de la ville de Bratislava.

## Démographie

### Évolution de la population
| Année:               | 1994.  | 2004.   | 2014.   | 2024.    |
| -------------------- | ------ | ------- | ------- | -------- |
| Nombre de personnes: | 40 063 | 37 130  | 37 066  | 45 591   |
| Différence:          |        | -7,32 % | -0,17 % | +22,99 % |

| Année:               | 2023.  | 2024.   |
| -------------------- | ------ | ------- |
| Nombre de personnes: | 45 342 | 45 591  |
| Différence:          |        | +0,54 % |

## Politique
| Nom             | Parti politique                    | date de l'élection | Fin du mandat |
| --------------- | ---------------------------------- | ------------------ | ------------- |
| Richard Frimmel | SDKÚ-DS,KDH,SZ,SF,SMER,ĽS-HZDS,SNS | 2 décembre 2006    | Déc. 2010     |